# Lira turca
La lira turca (simbolo: ₺; codice: TRY; sigla locale: TL, da Türk lirası) è la valuta della Turchia e di Cipro del Nord, stato riconosciuto indipendente solo dalla Turchia stessa. Per distinguerla dalla vecchia valuta, in uso fino al 2005 (codice: TRL), la valuta attuale è stata indicata fino al 2009 come nuova lira turca (sigla locale: YTL, da Yeni Türk lirası), per poi riprendere il suo nome tradizionale.

## Storia

Moneta da 5 lire in oro del 1327 eg. (1909-1910)

La lira fu introdotta come moneta principale nel 1844, in sostituzione del kuruş che continuò a circolare come frazione della nuova moneta, con un rapporto di 100 kuruş = 1 lira. Anche il para continuò ad essere usato con un rapporto di un 40 para = 1 kuruş. Fino agli anni 1930 fu usato l'alfabeto arabo per le monete e banconote turche, پاره per il para, غروش per il kuruş e ليرا per la lira (تورك ليراسي per "lira turca"). Nelle lingue europee il kuruş era noto come piastra, mentre le lira era nota come livre in francese.
Tra il 1844 ed 1881 la lira era coniata su uno standard bimetallico, con 1 lira = 6,61519 grammi di oro puro = 99,8292 grammi di argento puro. Nel 1881 fu adottato il gold standard che fu mantenuto fino al 1914. La prima guerra mondiale vide la Turchia abbandonare effettivamente il gold standard con la lira-oro valutata circa nove lira-carta agli inizi dei primi anni 1920.
Dopo un periodo in cui ebbe un rapporto fisso con la sterlina britannica ed il franco francese, nel 1946 fu adottato un rapporto fisso pari ad 2,8 lira = 1 dollaro statunitense. Questo tasso fisso fu mantenuto fino al 1960, quando la valuta fu svalutata a 9 lira = 1 dollaro. Dal 1970 ci fu una successione di tassi fissi prima stretti e poi sempre più larghi man mano che il valore della lira iniziava a cadere.
Un'inflazione cronica dalla fine degli anni 1970 in poi vide la lira turca deprezzarsi duramente rispetto alle altre valute:
- 1966 — 1 US$ = 9 lire
- 1980 — 1 US$ = 90 lire
- 1988 — 1 US$ = 1 300 lire
- 1995 — 1 US$ = 45 000 lire
- 1996 — 1 US$ = 107 000 lire
- 2001 — 1 US$ = 1 650 000 lire
- 2004 — 1 US$ = 1 350 000 lire

Negli ultimi anni la lira turca ha stabilizzato il suo valore ed ha anzi recuperato qualcosa nei confronti del dollaro statunitense e dell'euro. Il Guinness dei primati aveva marcato la lira come la valuta di minor valore nel mondo. La lira era diminuita così tanto di valore che una moneta d'oro originale poteva essere venduta a circa 120 000 000 lire prima della rivalutazione del 2005.
Per via dell'elevata inflazione di cui la Turchia è stata vittima tra gli anni settanta e gli anni novanta del XX secolo, la lira turca ha subito una continua erosione del proprio valore, che ha portato il cambio da circa 9 lire per dollaro statunitense alla fine degli anni sessanta, ad un massimo di circa 1,65 milioni di lire per dollaro statunitense alla fine del 2001.
Anche se da allora la lira turca ha recuperato qualcosa sul dollaro statunitense, il parlamento turco ha deciso nel gennaio 2004 di approvare una legge che permette la rimozione di 6 zeri dalla valuta, e la conseguente creazione della nuova lira turca.
Il 1º gennaio 2005 la lira turca è stata sostituita dalla nuova lira turca, la Yeni Türk Lirası con un tasso di cambio di una nuova lira = 1 000 000 vecchie lire. La nuova lira turca è suddivisa in 100 nuovi kuruş.
Il suo codice ISO 4217 è TRY e in Turchia è abbreviata con TL; il suo codice numerico è 949.
Dal 2009 i conii monetari riportano solo Türk Lirası, senza Yeni (nuova), presente invece nei conii del 2005.

## Monete

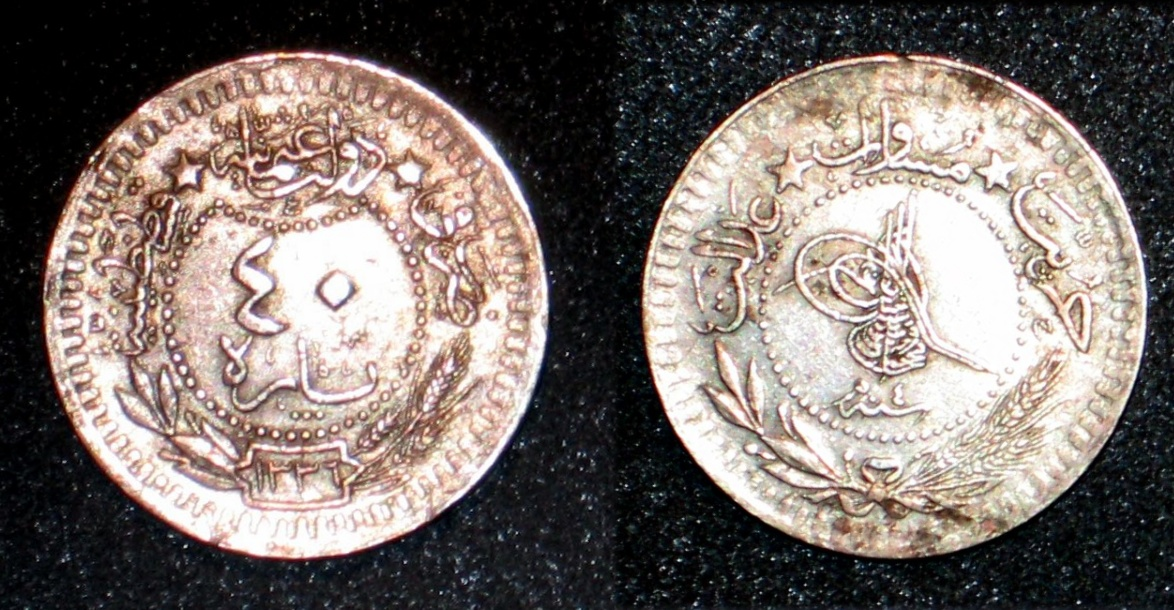
Moneta da 40 para con legenda in arabo, 1336 eg. (1917-1918)

Tra il 1844 ed il 1855 furono introdotte monete con i valori da 1, 5, 10, 20 e 40 para, ½, 1, 2, 5, 10, 20 kuruş, ¼, ½, 1, 2½ ed 5 lira.
Le monete in para furono coniate in rame, i kuruş in argento e le monete in lira furono coniate in oro. La coniazione della moneta da un para fu interrotta nel 1859, e le monete di maggior valore in rame uscirono dalla produzione tra il 1863 ed il 1879. Nel 1899 furono introdotte monete di biglione da 5 e 10 para ed in seguito monete in nichel da 5, 10, 20 e 40 kuruş nel 1910.
La monetazione in argento e quella in oro terminarono con la prima guerra mondiale.
Nel 1922 e 1923 fu introdotta una nuova monetazione composta da monete in bronzalluminio da 100 para, da 5 e da 10 kuruş e da una moneta in nichel da 25 kuruş. Queste furono le ultime monete turche con il testo in arabo.
Nel 1934 fu coniata una moneta d'argento da 100 kuruş, seguita l'anno successivo da una nuova monetazione composta da monete in cupronichel da 1, 5 e 10 kuruş, ed in argento da 25, 50 kuruş ed 1 lira. La moneta in bronzalluminio da 10 para fu coniata tra il 1940 ed il 1942, l'ultima con questo valore. Una lega di ottone-alluminio sostituì l'argento nel pezzo da 25 kuruş nel 1944, e pezzi in ottone da 1, 2½, 5, 10 e 25 kuruş furono introdotti tra il 1947 ed il 1949. La coniazione delle monete d'argento da 50 kuruş ed 1 lira fu interrotta nel 1948 e quella da una lira in cupronichel fu introdotta nel 1957.
Tra il 1958 ed il 1963 furono coniate monete in bronzo da 1, 5 e 10 kuruş, in acciaio da 25 kuruş, 1 e 2½ lira, seguite da monete sempre in acciaio da 50 kuruş e 5 lira rispettivamente il 1971 ed il 1974. L'alluminio sostituì il bronzo nel 1975. Queste monete furono coniate fino al 1980.
Nel 1981, con l'inflazione che cresceva, furono introdotte monete in alluminio da 1, 5 e 10 lira. Sono seguiti valori successivi: 20, 50 ed 100 lira il 1984, 25 lira il 1985, 500 lira il 1988, 1000 lira il 1990, 2500 lira il 1991, 5000 lira il 1992, 10 000 lira il 1994, 25 000 lira il 1995, 50 000 e 100 000 lira il 1999 e 250 000 lira il 2002.
Le monete della nuova lira turca attualmente in circolazione sono da 1 YTL e 50, 25, 10, 5 e 1 Yeni kuruş.

## Banconote

Uno specimen della banconota ottomana da 100-lira

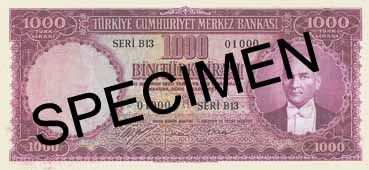
Banconota da 1000 TL degli anni 1950-1970.

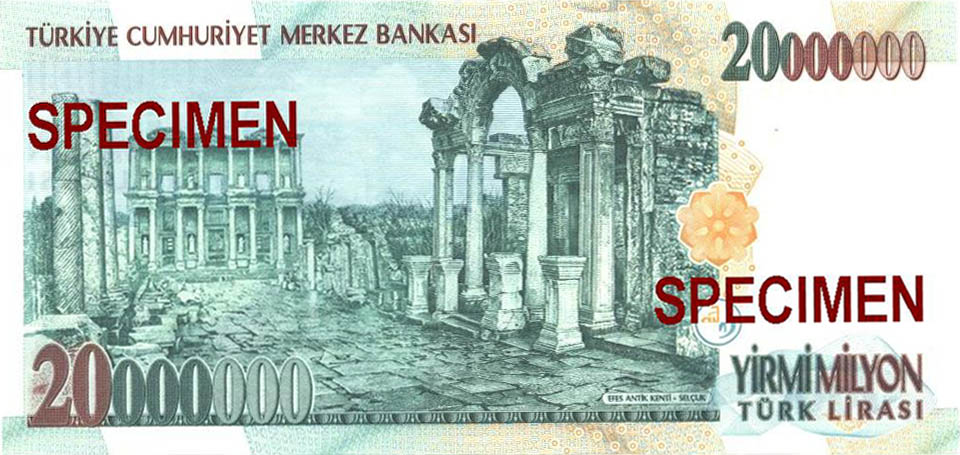
Retro della banconota da 20 milioni di lira (sostituita dalle 20 nuove lire turche)

La Banque Impériale Ottomane (Banca Imperiale Ottomana) emise le prime banconote nel 1862, con il valore di 200 kuruş. I biglietti recavano il testo in turco e francese. Le banconote da 1, 2 e 5 lira furono introdotte nel 1873. Nel 1876 furono introdotti biglietti da 1, 5, 10, 20, 50 e 100 kuruş. Nel 1908 furono introdotte le banconote da 50 e 100 lira.
Dal 1912 il Ministero delle Finanze emise carta moneta. Inizialmente furono prodotte banconote con i valori da 5 e 20 kuruş, ¼, ½, 1 e 5 lira, seguiti l'anno successivo da quella da 1 e 2½ kuruş, e da 2½, 10, 25, 50, 100 e 500 lira. La banconota da 1000 lira fu emessa nel 1914. Nel 1917 furono emesse banconote usando francobolli postali da 5 e 10 para attaccati a cartoncini.
Nel 1926, il Ministero delle Finanze introdusse delle banconote a nome della Repubblica di Turchia con i valori di 1, 5, 10, 50, 100, 500 e 1000 lira. Queste furono le ultime banconote stampate in francese e turco (con l'alfabeto arabo). Tutte e banconote recavano l'immagine di Mustafa Kemal Atatürk.
Tra il 1937 ed il 1939 la Türkiye Cumhuriyet Merkez Bankası (Banca centrale della Repubblica di Turchia) introdusse nuove banconote con il testo turco scritto con l'alfabeto latino, che avevano il ritratto del presidente İsmet İnönü. Furono emesse banconote con i valori da 2½, 5, 10, 50, 100, 500 e 1000 lira. La banconota da una lira fu reintrodotta nel 1942 e quella da 50 kuruş nel 1944. Questi due tagli di minor valore furono sostituiti da monete dopo la seconda guerra mondiale. L'immagine di Atatürk riapparse nella successiva serie di banconote stampane negli anni 1950, La banconota da 2½ lira fu sostituita da una moneta nel 1960 e lo stesso accadde per quelle da 5 e 10 lira nel 1974 e 1981. Banconote con valori più elevati furono introdotte negli anni 1980 e 90: 5000 lira il 1981, 10 000 lira il 1982, 20 000 lira il 1988, 50 000 lira il 1989, 100 000 lira il 1991, 250 000 lira il 1992, 500 000 lira il 1993, 1 000 000 lira il 1995, 5 000 000 lira il 1997, 10 000 000 lira il 1999 e 20 000 000 lira il 2001.
Con l'arrivo nel 2005 della nuova lira turca, sono state introdotte nuove banconote con i valori di 1, 5, 10, 20, 50 e 100 nuove lire. Mentre i tagli di minor valore hanno sostituito le vecchie banconote con disegni simili, i tagli da 50 e 100 nuove lire non hanno tagli corrispondenti nella vecchia valuta.
Tutte le nuove banconote mostrano il ritratto di Mustafa Kemal Atatürk in diversi momenti della sua vita e vari edifici e località storici o comunque importanti della Turchia.

### Serie attuale
| Attuali banconote in lira turca 9° emissione (9. Emission Group) | Attuali banconote in lira turca 9° emissione (9. Emission Group) | Attuali banconote in lira turca 9° emissione (9. Emission Group) | Attuali banconote in lira turca 9° emissione (9. Emission Group) | Attuali banconote in lira turca 9° emissione (9. Emission Group) | Attuali banconote in lira turca 9° emissione (9. Emission Group) | Attuali banconote in lira turca 9° emissione (9. Emission Group) | Attuali banconote in lira turca 9° emissione (9. Emission Group)                                                                                 | Attuali banconote in lira turca 9° emissione (9. Emission Group) | Attuali banconote in lira turca 9° emissione (9. Emission Group) |
| Immagine | Immagine                                                         | Valore (₺)                                                       | Dimensioni (mm)                                                  | Colore principale                                                | Colore principale                                                | Descrizione                                                      | Descrizione | Descrizione                                                      | Data di emissione                                                |
| Fronte | Retro                                                            | Valore (₺)                                                       | Dimensioni (mm)                                                  | Colore principale                                                | Colore principale                                                | Fronte                                                           | Retro | Watermark                                                        | Data di emissione                                                |
| --- | ---------------------------------------------------------------- | ---------------------------------------------------------------- | ---------------------------------------------------------------- | ---------------------------------------------------------------- | ---------------------------------------------------------------- | ---------------------------------------------------------------- | --- | ---------------------------------------------------------------- | ---------------------------------------------------------------- |
| |                                                                  | ₺5                                                               | 130 × 64                                                         |                                                                  | marrone                                                          | Mustafa Kemal Atatürk                                            | Aydın Sayılı: sistema solare, atomo, elica Z-DNA sinistrorsa.                                                                                    | Mustafa Kemal Atatürk, valore                                    | 1 gennaio 2009                                                   |
| |                                                                  | ₺5                                                               | 130 × 64                                                         |                                                                  | viola                                                            | Mustafa Kemal Atatürk                                            | Aydın Sayılı: sistema solare, atomo, elica Z-DNA sinistrorsa.                                                                                    | Mustafa Kemal Atatürk, valore                                    | 8 aprile 2013                                                    |
| |                                                                  | ₺10                                                              | 136 × 64                                                         |                                                                  | rosso                                                            | Mustafa Kemal Atatürk                                            | Cahit Arf: invariante di Arf, serie aritmetiche, abaco, sequenza binaria                                                                         | Mustafa Kemal Atatürk, valore                                    | 1 gennaio 2009                                                   |
| |                                                                  | ₺20                                                              | 142 × 68                                                         |                                                                  | verde                                                            | Mustafa Kemal Atatürk                                            | Mimar Kemaleddin: edificio principale della Gazi University, acquedotto, motivo circolare e cubo-globo-cilindro che simboleggiano l'architettura | Mustafa Kemal Atatürk, valore                                    | 1 gennaio 2009                                                   |
| |                                                                  | ₺50                                                              | 148 × 68                                                         |                                                                  | arancione                                                        | Mustafa Kemal Atatürk                                            | Fatma Aliye Topuz: fiori e figure letterarie | Mustafa Kemal Atatürk, valore                                    | 1 gennaio 2009                                                   |
| |                                                                  | ₺100                                                             | 154 × 72                                                         |                                                                  | blu                                                              | Mustafa Kemal Atatürk                                            | Buhurizade Itri: note musicali, strumenti e figura dei dervisci Mawlawiyya                                                                       | Mustafa Kemal Atatürk, valore                                    | 1 gennaio 2009                                                   |
| |                                                                  | ₺200                                                             | 160 × 72                                                         |                                                                  | rosa                                                             | Mustafa Kemal Atatürk                                            | Yunus Emre: mausoleo di Yunus, rosa, piccione e la frase "Sevelim, sevilelim" (Amiamo, amiamoci)                                                 | Mustafa Kemal Atatürk, valore                                    | 1 gennaio 2009                                                   |
| Queste immagini sono scalate a 0,7 pixel per millimetro, uno standard di Wikipedia per le banconote mondiali. Per altre informazioni vedi tabella con le specifiche delle banconote. |                                                                  |                                                                  |                                                                  |                                                                  |                                                                  |                                                                  | |                                                                  |                                                                  |

### Serie precedenti
| Denominazione   | serie anni 1970             | serie anni 1980                                           | serie anni 1990 e 2000                                      |
| --------------- | --------------------------- | --------------------------------------------------------- | ----------------------------------------------------------- |
| 10 lira         | Torre di Leandro, Istanbul  | Atatürk incontra i giovani                                |                                                             |
| 20 lira         | Mausoleo di Atatürk, Ankara |                                                           |                                                             |
| 50 lira         | Soldati                     |                                                           |                                                             |
| 100 lira        | Ararat                      | Mehmet Akif Ersoy (Compositore dell'inno nazionale turco) |                                                             |
| 500 lira        | Università di Istanbul      | Torre dell'orologio di İzmir                              |                                                             |
| 1000 lira       | Ponte sul Bosforo           | Fatih Sultan Mehmet e panorama di Istanbul                |                                                             |
| 5000 lira       |                             | Gialal al-Din Rumi (Mevlana) e suo mausoleo a Konya       |                                                             |
| 10 000 lira     |                             | Sinān e moschea di Solimano, Istanbul                     |                                                             |
| 20 000 lira     |                             | Banca centrale di Turchia, Ankara                         |                                                             |
| 50 000 lira     |                             | Parlamento nazionale                                      |                                                             |
| 100 000 lira    |                             |                                                           | Atatürk incontra i giovani                                  |
| 250 000 lira    |                             |                                                           | Torre rossa di Alanya                                       |
| 500 000 lira    |                             |                                                           | — viola — Çanakkale Dardanelli (con il mausoleo dell'Anzac) |
| 1 000 000 lira  |                             |                                                           | — viola e blu — Diga Atatürk                                |
| 5 000 000 lira  |                             |                                                           | — marrone — Mausoleo di Atatürk (Ankara)                    |
| 10 000 000 lira |                             |                                                           | — rosso — mappe e nave del cartografo Piri Reìs             |
| 20 000 000 lira |                             |                                                           | — verde — Rovine di Efeso.                                  |